# Manuel Amador Guerrero
Manuel Amador Guerrero (Turbaco, República de Nova Granada, 30 de junho de 1833 - Cidade do Panamá, Panamá, 2 de maio de 1909) foi um médico e político colombiano. Foi o primeiro presidente do Panamá. Governou entre 20 de fevereiro de 1904 até 3 de setembro de 1908.